# Buena Vista (Georgia)
Buena Vista is een plaats (city) in de Amerikaanse staat Georgia, en valt bestuurlijk gezien onder Marion County.

## Demografie
Bij de volkstelling in 2000 werd het aantal inwoners vastgesteld op 1664.
In 2006 is het aantal inwoners door het United States Census Bureau geschat op 1706, een stijging van 42 (2,5%).

## Geografie
Volgens het United States Census Bureau beslaat de plaats een oppervlakte van
8,5 km², waarvan 8,4 km² land en 0,1 km² water. Buena Vista ligt op ongeveer 162 m boven zeeniveau.

## Plaatsen in de nabije omgeving
De onderstaande figuur toont nabijgelegen plaatsen in een straal van 32 km rond Buena Vista.